# Mount Cook (Eliaskette)
Der Mount Cook ist ein 4194 m hoher Berg in der Eliaskette an der Grenze von Alaska zum kanadischen Territorium Yukon. Der Gipfel bildet einen der Eckpunkte der Grenzlinie, die in diesem Gebiet im Zickzack in geraden Linien zwischen mehreren  Hauptgipfeln verläuft. Auf kanadischer Seite liegt der Kluane-Nationalpark, auf der amerikanischen der Wrangell-St.-Elias-Nationalpark. Benannt wurde der Berg 1874 von H. Dall vom U.S. Coast and Geodetic Survey nach James Cook.
Der Mount Cook liegt rund 30 km südöstlich des Mount Augusta (ebenfalls Grenz-Eckpunkt). Knapp 30 km südlich liegt die Disenchantment Bay, eine Bucht des Golfs von Alaska. Gipfel, die auf der Grenzlinie von Alaska zu British Columbia beziehungsweise zum Territorium Yukon liegen, sind als „Boundary Peaks“ (deutsch: Grenzgipfel) durchnummeriert. Der Mount Cook trägt die Nummer 182.

## Besteigungsgeschichte
Die Erstbesteigung des Mount Cook gelang am 1. August 1953 einer Bergsteigergruppe aus Seattle bestehend aus Richard McGowan, T. Kelley, Richard Long, Thomas Miller und Franz Mohling.